# Voyer
Voyer är en kommun i departementet Moselle i regionen Grand Est (tidigare regionen Lorraine) i nordöstra Frankrike. Kommunen ligger i kantonen Lorquin som tillhör arrondissementet Sarrebourg. År 2022 hade Voyer 449 invånare.

## Befolkningsutveckling
Antalet invånare i kommunen Voyer
| Referens: INSEE |